# Music from the Edge of Heaven
| 전문가 평가     | 전문가 평가 |
| 평가 점수       | 평가 점수   |
| 출처            | 점수        |
| --------------- | ----------- |
| AllMusic        | [ 1 ]       |
| Rolling Stone   | (not rated) |
| Stylus Magazine | (Positive)  |

《Music from the Edge of Heaven》은 영국의 팝 듀오인 왬!의 세 번째이자 마지막 스튜디오 음반이다. 1986년 7월 1일 컬럼비아 레코드에 의해 발매되었다.
이 음반은 일본과 북미에서만 발매되었고, 다른 지역에서는 《The Final》이 대신 발매되었다. 《The Final》은 그룹의 주요 싱글곡들을 모두 포함하고 있으며 베스트 음반에 가깝다는 점을 제외하면 두 음반 모두 관련성이 있고 곡이 비슷하다. 영국에서는 발매되지 않았기 때문에, 《The Final》이 나왔지만, 《Music from the Edge of Heaven》은 CD 리마스터링 시리즈에 포함되지 않았다.
2015년 3월 20일 《Original Album Classics》이라는 밴드의 스튜디오 음반 3장의 박스 세트가 발매되었다. 이 음반은 2017년 말 영국에서 처음으로 아이튠즈를 통해 발매됐다.

## 곡 목록
모든 곡들은 특별한 언급이 없는 한 조지 마이클에 의해 작사/작곡하였다.
| #  | 제목                   | 작사·작곡             | 재생 시간 |
| -- | ---------------------- | --------------------- | --------- |
| 1. | 〈The Edge of Heaven〉 |                       | 4:31      |
| 2. | 〈Battlestations〉     |                       | 5:25      |
| 3. | 〈I'm Your Man〉       |                       | 6:05      |
| 4. | 〈Wham! Rap '86〉      | 마이클, 앤드루 리즐리 | 6:33      |

| #  | 제목                         | 작사·작곡            | 재생 시간 |
| -- | ---------------------------- | -------------------- | --------- |
| 5. | 〈A Different Corner〉       |                      | 4:30      |
| 6. | 〈Blue (Live in China)〉     |                      | 5:43      |
| 7. | 〈Where Did Your Heart Go?〉 | 돈 워스, 데이브 워스 | 5:43      |
| 8. | 〈Last Christmas〉           |                      | 6:44      |

## 인증
| 국가                       | 인증     | 판매량/출하량 |
| -------------------------- | -------- | ------------- |
| 캐나다 (뮤직 캐나다)       | 플래티넘 | 100,000^      |
| 일본 (오리콘 차트)         | —        | 158,000       |
| 미국 (RIAA)                | 플래티넘 | 1,000,000^    |
| ^출하량을 기반으로 한 인증 |          |               |